# Torrão (Marco de Canaveses)
Torrão is een plaats (freguesia) in de Portugese gemeente Marco de Canaveses en telt 948 inwoners (2001).